# 厳島 (小惑星)
厳島（いつくしま、7852 Itsukushima）は小惑星帯の小惑星。トム・ゲーレルスとファン・ハウテン夫妻によって発見された。
日本三景のひとつで、世界遺産にも選ばれた瀬戸内海広島湾南西部の厳島から命名された。提案者は広島県の佐藤健である。